# 長谷川清

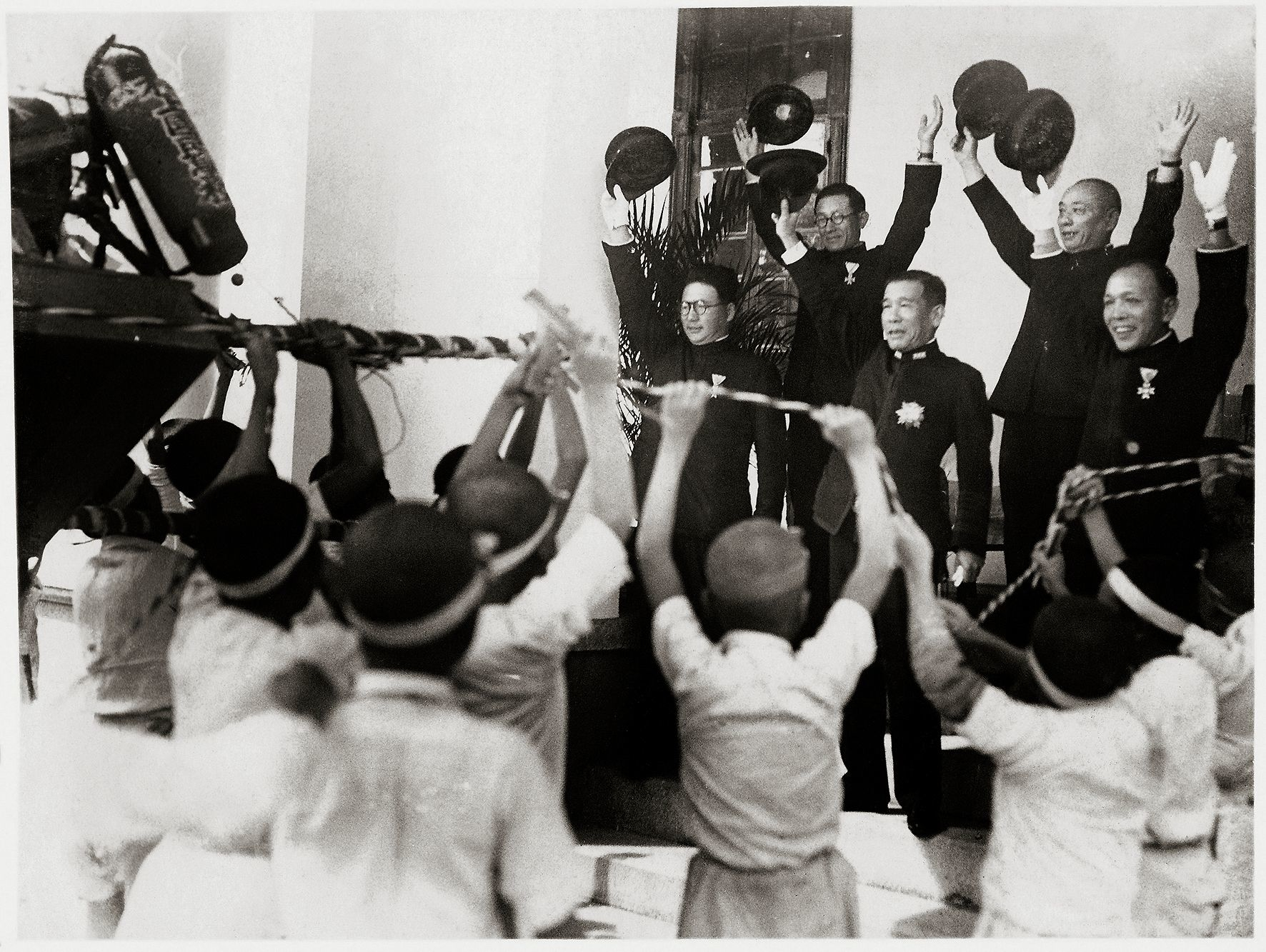
1942年（昭和17年），長谷川清總督在臺中州廳前接受村上國民學校學生神輿隊的祝賀

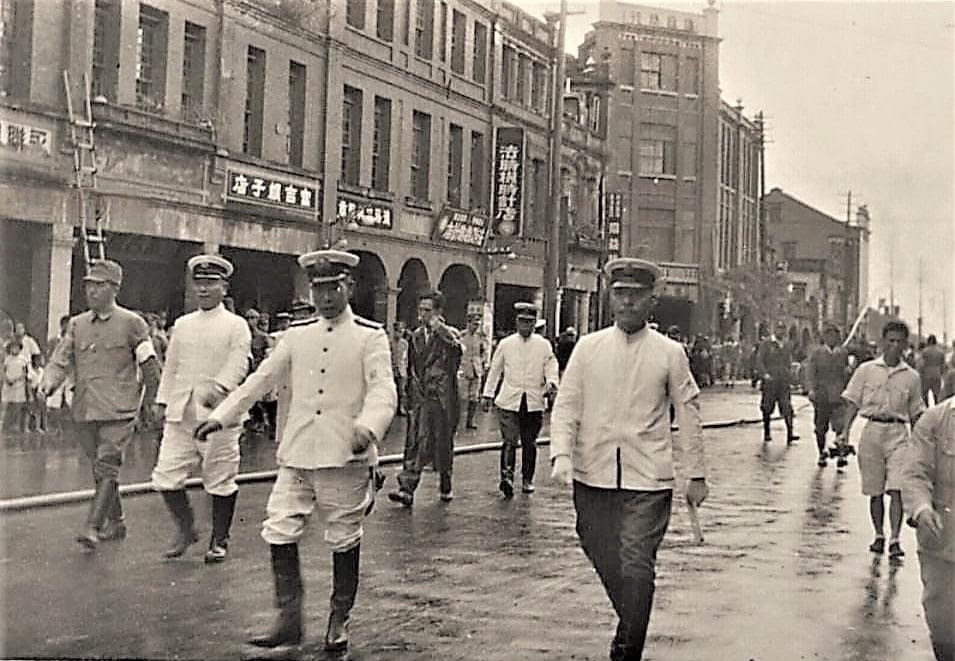
1942年（昭和17年），長谷川清總督於台北市大稻埕視察防空演習

長谷川清（日语：／ Hasegawa Kiyoshi，1883年5月7日—1970年9月2日），大日本帝國海軍將官、台灣日治時期第18任臺灣總督。最終階級正三位、勳一等、功一級，海軍大將。福井縣福井市出身。

## 生平

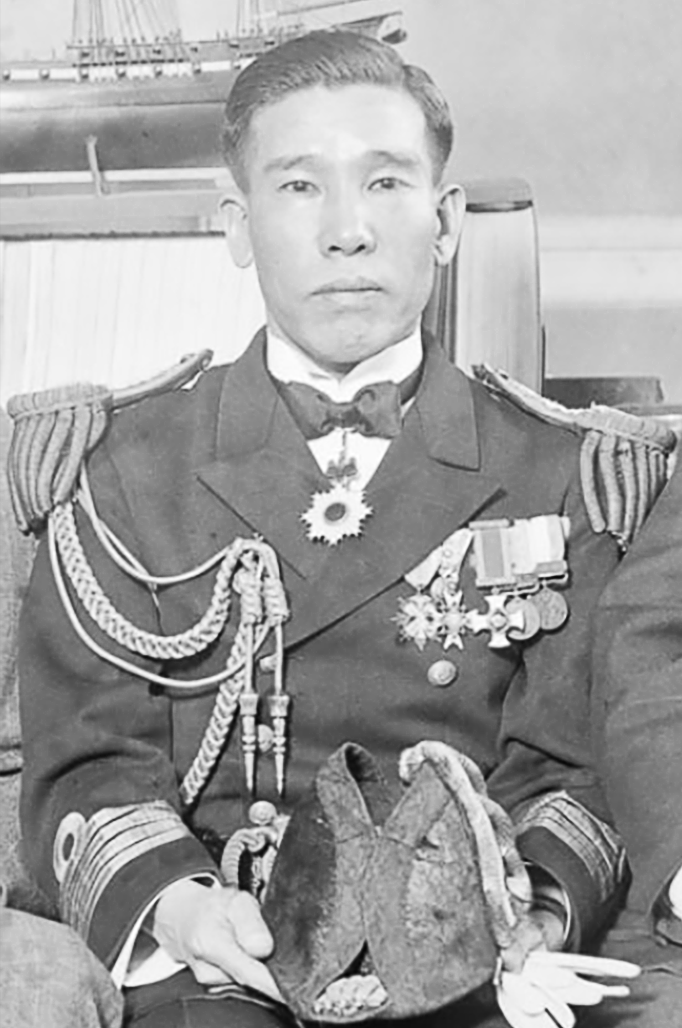
1926年（大正15年）2月17日的長谷川清海軍上校，於華盛頓特區

1903年12月14日於海軍兵學校畢業，任海軍少尉候補生，于松岛号巡洋舰任职。1904年1月4日于八島號戰艦任职，5月23日于三笠号戰艦任职，日俄戰爭時，參加黃海海戰，8月因公務受到輕傷，9月10日任海軍少尉。
1914年5月27日畢業於海軍大學校甲種，歷任三日月驅逐艦艦長、第二艦隊參謀、海軍人事局局員、海軍省副官兼海軍大臣加藤友三郎秘書官。1917年12月~1920年6月任日本駐美國大使館參贊武官的補佐官，後任第一水雷戰隊參謀、海軍省人事局局員及第一課課長，再回任美國大使館武官參贊。復因曾任巡洋艦日進、戰艦長門艦長的經驗，1927年12月升將官，任橫須賀鎮守府參謀長。之後任第二潛水戰隊長令官、海軍艦改本部第五部長、吳海軍工廠長。1932年7月~1933年12月參加日內瓦裁軍會議。蘆溝橋事變發生後兼任支那方面艦隊司令官，之後任第三艦隊司令官，南京戰役期間曾參與進攻（但主要是海空軍支援）。1939年4月升為海軍大將。
1940年11月27日調任台灣總督。任內緩和前任總督小林躋造的宗教政策，組成皇民奉公會；因應對英國、美國開戰後的情勢；強化初等普通教育義務化；設置台北帝國大學預科。1941年10月前往埤亞南越警備道（今台七甲線）視察，由羅東出發（5日）到大甲溪電力工程視察結束（11日）的行程，中途於在埤亞南鞍部（今思源啞口）休息。1942年4月1日實施陸軍特別志願兵制度。1943年8月實施海軍特別志願軍制度。1944年實施徵兵制。1944年因陸軍本部的陰謀及安藤利吉欲奪總督職位，於12月1日自行辭職，改任軍事參議官，1945年2月任海軍戰力查察使，曾提〈終戰時の戰力査閲上奏〉，助昭和天皇決定停止戰爭。1946年一度被視為戰犯被捕，但後來2個月之後獲得釋放。
外孫為導演實相寺昭雄。其母為長谷川清的女兒英子。

## 年譜
- 1883年(明治16年)4月14日- 福井縣足羽郡社村（現在的福井市）生
- 1896年(明治29年)4月1日- 福井縣立福井中學校入學
- 1900年(明治33年)12月10日- 福井縣立福井中學校5年次中途退學
  - 12月17日- 海軍兵學校入校 入校時成績順位196名中第7位
- 1903年(明治36年)12月14日- 海軍兵學校畢業 畢業時成績順位173人中第6位・任海軍少尉候補生・2等巡洋艦「松島」乘艦
- 1904年(明治37年)1月4日- 戰艦「八島」乘艦
  - 5月23日- 戰艦「三笠」乘艦
  - 8月10日- 黄海海戰因公務受到輕傷
  - 9月10日- 任 海軍少尉
- 1905年(明治38年)8月5日- 任 海軍中尉
  - 9月11日- 戰艦「三笠」爆炸沈船因公務受重傷入院
  - 9月23日- 佐世保鎮守府附
  - 11月21日- 2等巡洋艦「嚴島」航海士 海軍少尉候補生指導官附
- 1906年(明治39年)2月15日- 練習艦隊遠洋航海出發 方面巡航 
  - 8月25日- 練習艦隊遠洋航海回歸
  - 8月28日- 佐世保鎮守府附
- 1907年(明治40年)2月23日- 3等驅逐艦「白妙」乘艦
  - 9月28日- 第10駆逐艇隊長心得
- 1908年(明治41年)9月25日- 任 海軍大尉・第10驅逐艇隊長
- 1909年(明治42年)5月25日- 海軍大學校乙種學生
  - 11月24日- 海軍水雷學校高等科第4期學生
- 1910年(明治43年)5月23日- 海軍水雷學校高等科結業
  - 5月25日- 裝甲巡洋艦「淺間」分隊長
  - 6月24日- 2等巡洋艦「笠置」分隊長 海軍少尉候補生指導官 
  - 10月16日- 練習艦隊遠洋航海出發 檀香山~舊金山~San Pedro（英语：San Pedro, Los Angeles）~曼萨尼约~阿卡普尔科~巴拿馬~阿卡普尔科～檀香山方面巡航
- 1911年(明治44年)3月6日- 練習艦隊遠洋航海回歸
  - 3月11日- 第2艦隊參謀
  - 12月1日- 海軍水雷學校教官兼分隊長
- 1912年(明治45年)5月22日- 兼 海軍工機學校教官
  - 12月1日- 海軍大學校甲種第12期學生
- 1913年(大正2年)12月1日- 任 海軍少佐
- 1914年(大正3年)5月27日- 海軍大學校甲種畢業 畢業時成績順位16名中第2位
  - 5月28日- 3等驅逐艦「三日月」艦長
  - 8月24日- 第2艦隊參謀
  - 12月1日- 兼 第2艦隊司令長官副官
- 1915年(大正4年)2月1日- 海軍省出仕
  - 2月5日- 海軍省人事局員
- 1916年(大正5年)4月1日- 海軍省次席副官 兼海軍大臣加藤友三郎海軍大将秘書官
- 1917年(大正6年)12月1日- 日本駐美大使館海軍駐在武官補佐官補
- 1918年(大正7年)12月1日- 任 海軍中佐
- 1919年(大正8年)3月20日- 日本駐美大使館海軍駐在武官補佐官
- 1920年(大正9年)4月1日- 回國
  - 6月3日- 第1水雷戰隊參謀
  - 11月15日- 海軍省出仕
  - 12月1日- 海軍省人事局員
- 1922年(大正11年)12月1日- 任 海軍大佐・海軍省人事局第1課長
- 1923年(大正12年)11月1日- 海軍省軍令部出仕
  - 11月10日- 日本駐美大使館海軍駐在武官補佐官
- 1925年(大正14年)12月11日- 受命歸國
- 1926年(大正15年)4月15日- 回國
  - 5月1日- 1等海防艦「日進」艦長
  - 12月1日- 戰艦「長門」艦長
- 1927年(昭和2年)12月1日- 任 海軍少將・横須賀鎮守府參謀長
- 1929年(昭和4年)9月1日- 第3水雷戰隊司令官
  - 11月30日- 第2潛水戰隊司令官
- 1930年(昭和5年)12月1日- 海軍省艦政本部第5部長
- 1931年(昭和6年)12月1日- 吳海軍工廠長
- 1932年(昭和7年)10月10日- 海軍省軍令部出仕
- 1933年(昭和8年)10月22日- 日內瓦軍縮會議随員
  - 12月1日- 任 海軍中将
- 1933年(昭和8年)4月25日- 日內瓦軍縮會議全權
- 1934年(昭和9年)2月14日- 海軍軍令部 兼海軍省出仕
  - 4月29日- 獲得勳一等瑞寶章
  - 5月10日- 海軍次官 兼將官會議議員
- 1936年(昭和11年)12月1日- 第3艦隊司令長官
- 1937年(昭和12年)10月20日- 支那方面艦隊司令長官兼第3艦隊司令長官
- 1938年(昭和13年)4月25日- 横須賀鎮守府司令長官
  - 8月13日- 獲得勲一等旭日大綬章
- 1939年(昭和14年)4月1日- 任 海軍大將
- 1940年(昭和15年)5月1日- 軍事參議院軍事參議官
  - 11月27日- 臺灣總督(臺灣總督)
  - 12月16日- 着任
- 1944年(昭和19年)年12月30日- 軍事參議院軍事參議官
- 1945年(昭和20年)兼 海軍戰力査察使
  - 6月1日- 兼 高等技術會議議長
  - 11月30日- 海軍省廢省編入預備役
- 1946年(昭和21年)11月21日- 因戰犯嫌疑而被收押
- 1947年(昭和22年)1月14日- 獲得釋放
- 1951年(昭和26年)1月24日- 新海軍再建委員會顧問
- 1952年(昭和27年)11月1日- 水交會顧問
- 1970年(昭和45年)9月2日- 死去 卒年87

墓所為鎌倉市鎌倉靈園所在

## GHQ歷史課陳述録
- 關於終戰時海軍戰力査閲上奏 1950年(昭和25年)3月24日
- 終戰時戰力査閲上奏 1950年(昭和25年)3月24日